# Kathedrale von Lyon

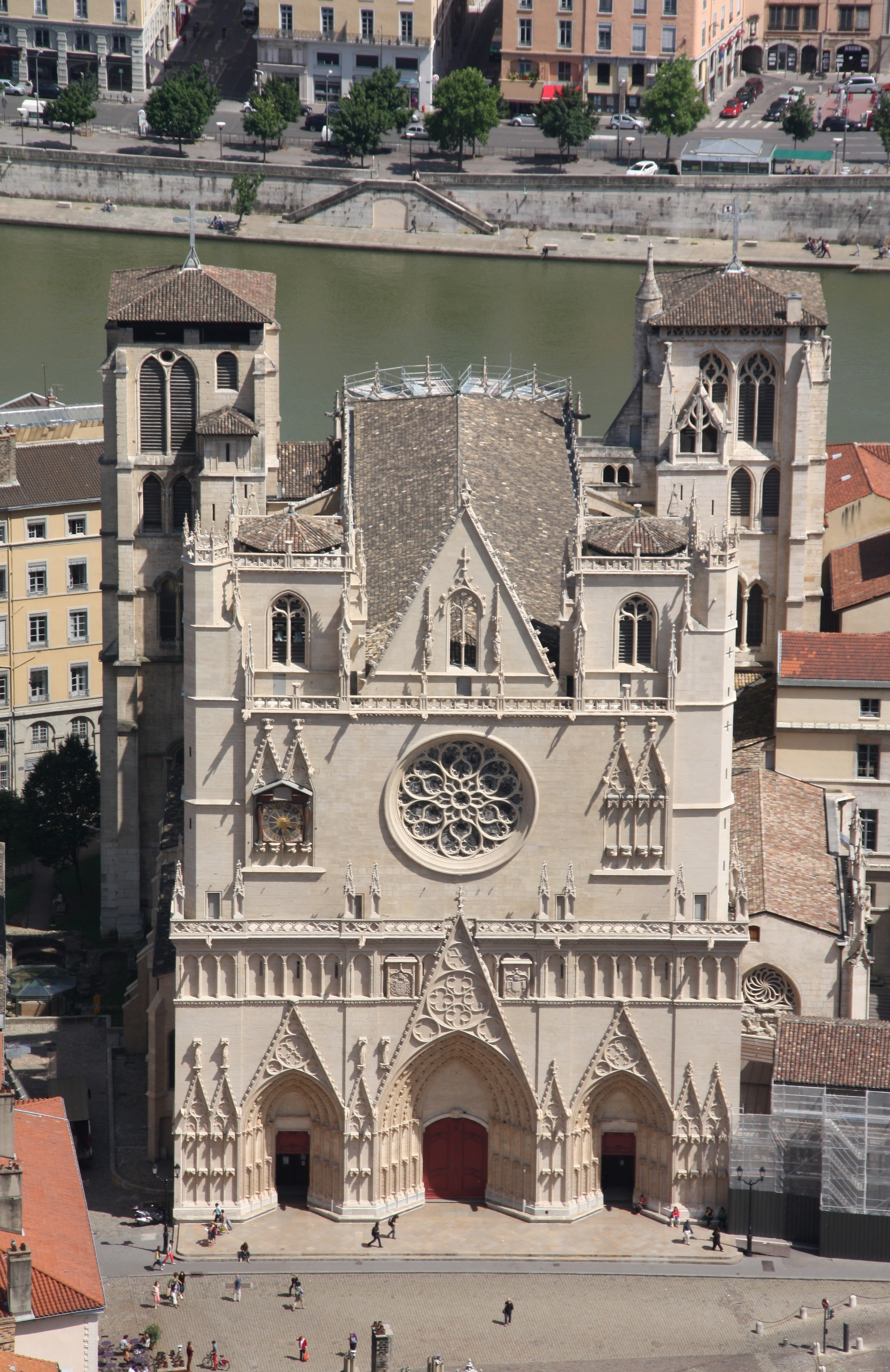
Ansicht der um 1308 begonnenen Westfassade

Die Kathedrale Saint-Jean (französisch offiziell Église Saint-Jean-Baptiste-et-Saint-Étienne bzw. Cathédrale Saint-Jean-Baptiste de Lyon) wurde ab etwa 1165 erbaut und ist neben der Basilika Notre-Dame de Fourvière der bedeutendste Kirchenbau der Stadt Lyon sowie Sitz des Erzbischofs von Lyon. Das seit dem Jahr 1862 als Monument historique klassifizierte und somit unter Denkmalschutz stehende Kulturdenkmal ist dem romanischen und dem gotischen Stil zuzuordnen. Die Kirche dominiert das Viertel Vieux Lyon, wo sie sich unweit des Saône-Ufers befindet.

## Geschichte

Grundriss des merowingischen Kirchenbaus

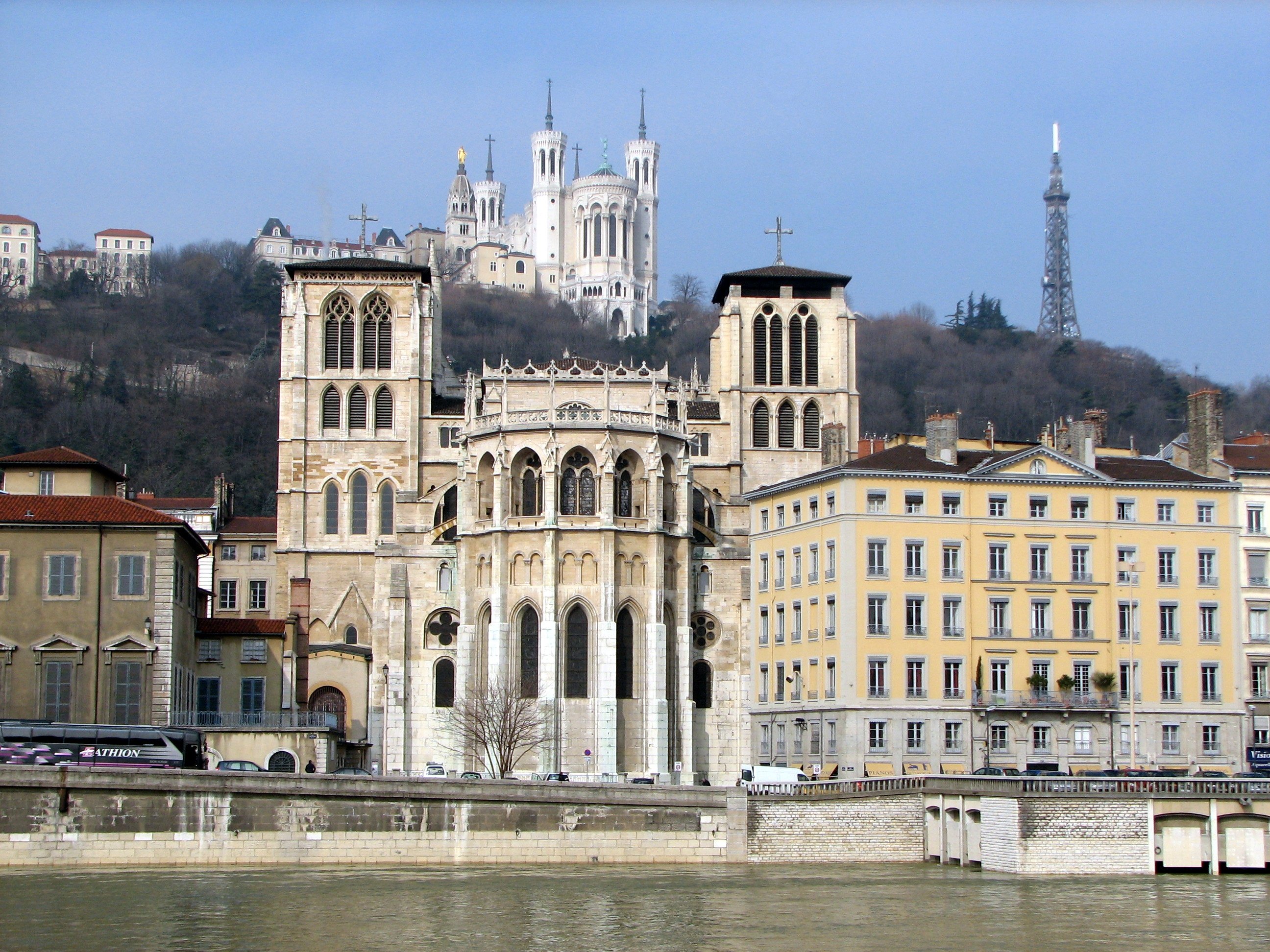
Blick vom Saône-Ufer auf die Kathedrale mit der Basilika Notre-Dame de Fourvière im Hintergrund

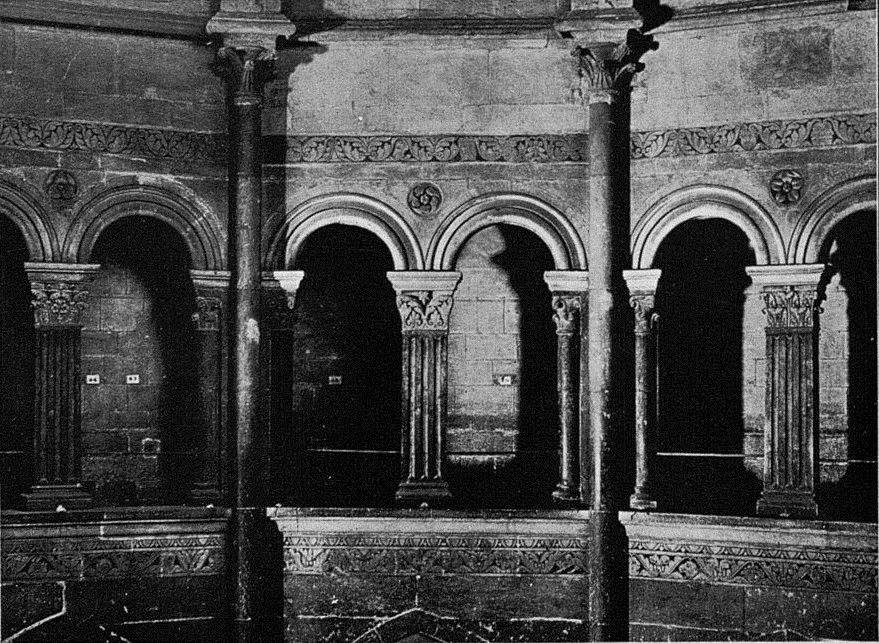
Das romanische Triforium in der Apsis, um 1180/90 (historische Fotografie)

Ein erster Kirchenbau soll hier bereits zur Zeit der ersten Bischöfe der Stadt, Pothinus und Irenäus von Lyon, also im 2. Jahrhundert, gestanden haben, doch sind hiervon keine Spuren mehr enthalten. Die ältesten Gebäudereste stammen aus dem 6. Jahrhundert. Damals wurden die Reliquien der Heiligen Irenäus, Epipodius und Alexander unter den Altar der Kirche verbracht. Seit dem Jahr 1079, als Papst Gregor VII. dem Erzbistum von Lyon den Ehrentitel Primat von Gallien verlieh, trägt die Kathedrale die Bezeichnung Primatiale.

### Der heutige Bau
Bei der Errichtung der neuen Kathedrale im 12. Jahrhundert brach ein Konflikt zwischen dem Erzbischof und dem Kathedral-Kapitel aus: Das Kapitel hatte Dreux de Beauvoir zum Erzbischof gewählt, einen Cluniazenser während Papst Alexander III. einen Zisterzienser bestimmte, Guichard de Pontigny. Der erste war ein Anhänger des Kaisers und des Gegenpapstes Victor IV., der zweite war der Mann des Papstes. Der erste liebte den Prunk und die Liturgie von Cluny, der andere die Strenge des Reformordenes; Dreux kam aus dem Lyoner Kapitel und tat alles, um es zu fördern, Guichard war vom Papst gesandt worden, um das Kapitel zu reformieren. Am Ende wurde die Kathedrale nach den schmuckfreudigen Idealen des Kathedral-Kapitels um 1165 im Osten mit dem reich geschmückten Chor begonnen.
Zunächst begann man mit den unteren Partien der Apsis bis zum Triforium und den beiden seitlichen Kapellen mit den Gewölben, die um 1180/93 vollendet wurden. Es folgten bis zum ersten Drittel des 13. Jahrhunderts das Querschiff (das bereits in gotischem Stil ausgeführt wurde), die oberen Fenster und das Gewölbe der Apsis und des Querschiffs, die beiden Osttürme und Teile des Hauptschiffes. Mitte des 13. Jahrhunderts folgten die Glasfenster des Chores und die Rosette des Querschiffes.
Gegen Ende des 13. und zu Beginn des 14. Jahrhunderts wurde das Hauptschiff und ab etwa 1308 der untere Teil der Fassade erbaut. Im 15. Jahrhundert folgten der obere Teil der Fassade und die beiden Westtürme. Den Abschluss bildete eine Christusstatue, die 1481 auf den Giebel gesetzt wurde.

### Wichtige Ereignisse
1245 war die Kirche Schauplatz des Ersten Konzils von Lyon, auf dem der Papst Kaiser Friedrich II. für abgesetzt erklärte. 1271 wurde hier für kurze Zeit der Leichnam des französischen Königs Ludwig IX. aufgebahrt, der in Tunesien während des letzten Kreuzzugs verstorben war; er wurde schließlich in der Basilika Saint-Denis bestattet. 1274 fand in der Kathedrale das Zweite Konzil von Lyon statt, auf dem vor allem über die Union der katholischen mit der griechisch-orthodoxen Kirche beraten wurde. Am 17. August 1316 wurde Johannes XXII. in der Kathedrale zum Papst gewählt; er war der zweite der Avignonesischen Päpste; seine trickreich herbeigeführte Wahl trug ihm den Spitznamen „Fuchs von Cahors“ ein.
1562 wurde die Kirche von calvinistischen Hugenotten verwüstet. Am 17. Dezember 1600 war die Kathedrale Schauplatz der Eheschließung zwischen König Heinrich IV. und Maria von Medici. Richelieu empfing hier 1622 seine Kardinalswürde. In den 1790er Jahren ließ Bischof Lamourette den Chor umgestalten und den Lettner entfernen. Ab 1935 wurde der Chor in seiner mittelalterlichen Form wiederhergestellt. 1982 wurde die Fassade neu verputzt. 1986 stattete Papst Johannes Paul II. der Kathedrale einen Besuch ab. 2018 fand in der Kirche die Totenmesse für Paul Bocuse statt.

## Architektur
Die Kathedrale ist 80 Meter lang, weist auf der Höhe des Chores eine Breite von 20 Metern auf und die Höhe des Schiffes beträgt 32,50 Meter.
Für die Fassade wurden unter anderem Steine des alten römischen Forums der Stadt verbaut. Da sie dem 14. und 15. Jahrhundert entstammt, ist sie stark vom Flamboyant-Stil geprägt. In 300 Bildfeldern werden Episoden aus dem Alten und Neuen Testament erzählt. Der hugenottische Baron des Adrets ließ im 16. Jahrhundert die Statuen zerstören und den Engelsfiguren der drei Portale die Köpfe abhauen.
Im Innern ist deutlich die stilistische Entwicklung zu verfolgen, wenn man sich von Apsis und Chor, die noch romanisch sind, Richtung Hauptschiff und Eingang bewegt und dabei zunehmend gotische Elemente bemerken kann. Die Glasfenster, entstanden um 1390, sind in blau-violetten Tönen gehalten, wobei in den nach Süden zeigenden Fenstern kühlere Töne dominieren, um die stärkere Sonneneinstrahlung auszugleichen. Am Ende des Chorgestühls befinden sich zwei in den Jahren 1776 bzw. 1780 von Blaise gefertigte Statuen, die den Heiligen Stephanus und Johannes den Täufer darstellen, die beiden Namenspatrone der Kathedrale.
Rechts und links des Altars sind seit 1274 zwei große Kreuze angebracht, die an die geplante Union der katholischen mit der orthodoxen Kirche erinnern. Sehenswert ist außerdem die Bourbon-Kapelle, erbaut im 15. Jahrhundert für Kardinal Charles de Bourbon und dessen Bruder Pierre, die eng mit König Ludwig XI. verwandt waren.

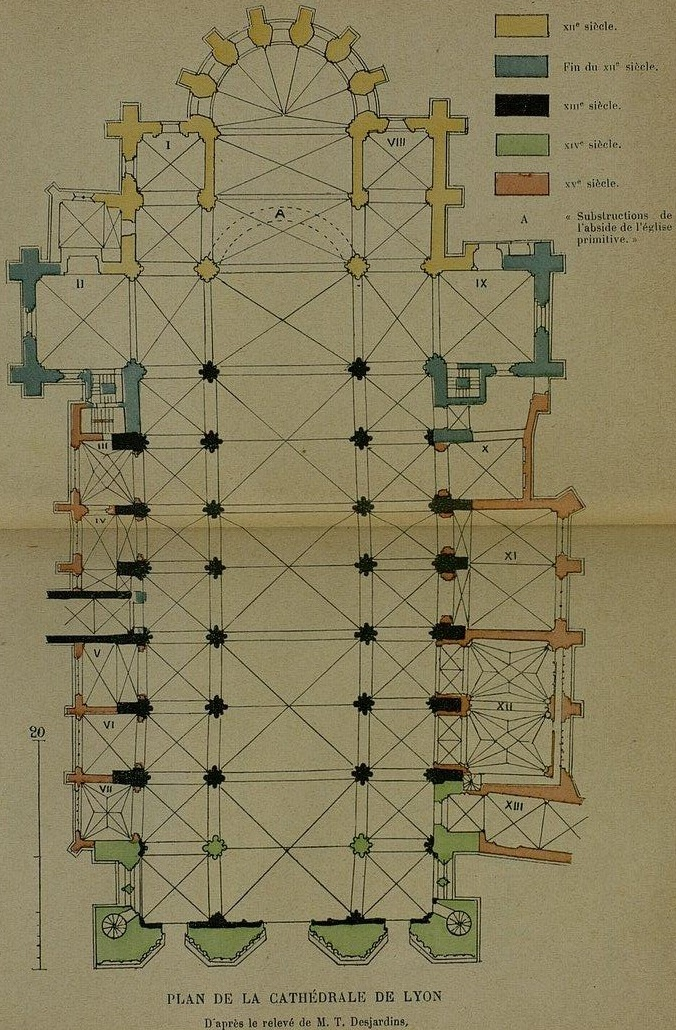
Baualterplan der Kathedrale von Lucien Bégule 1913
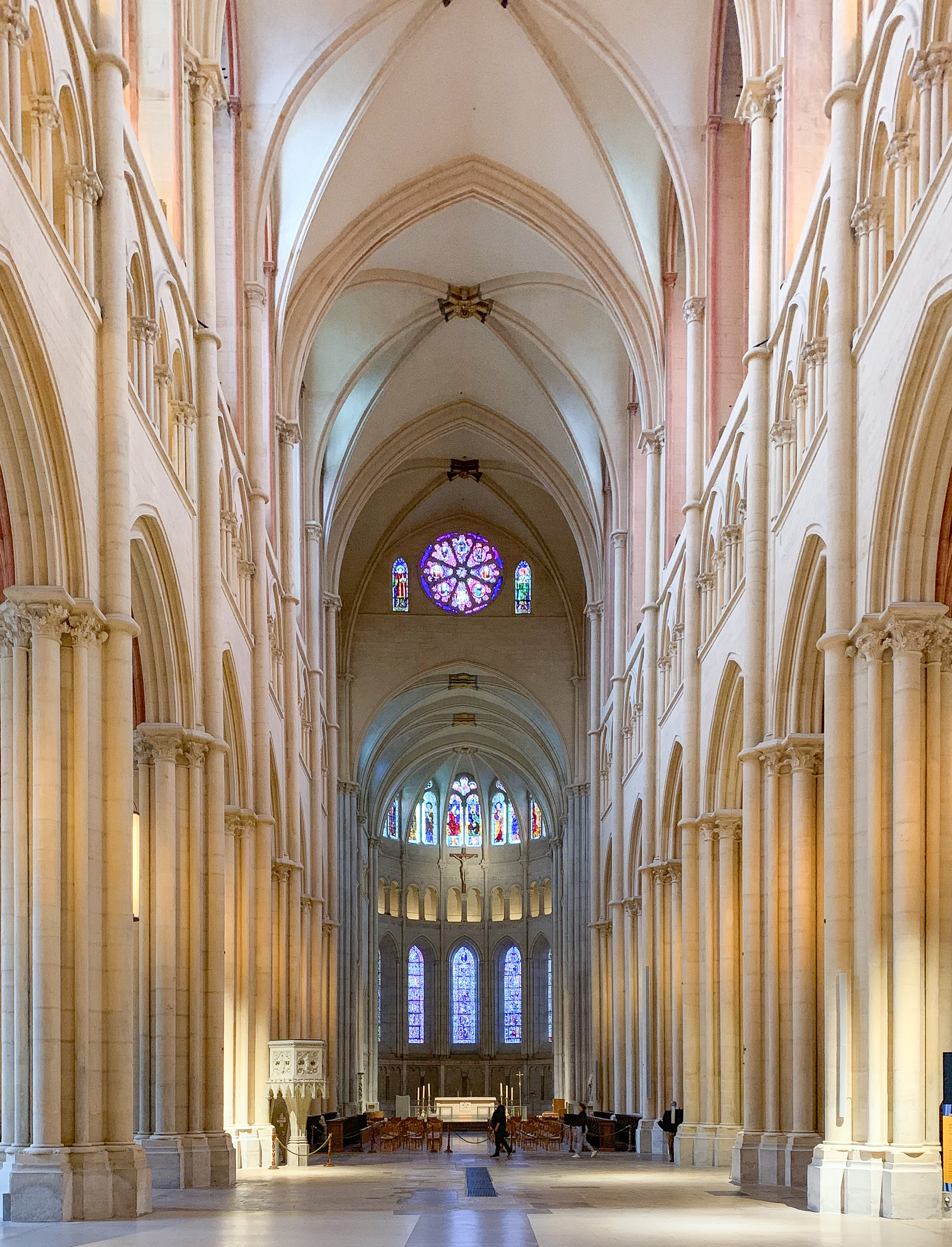
Blick durch das Hauptschiff nach Osten
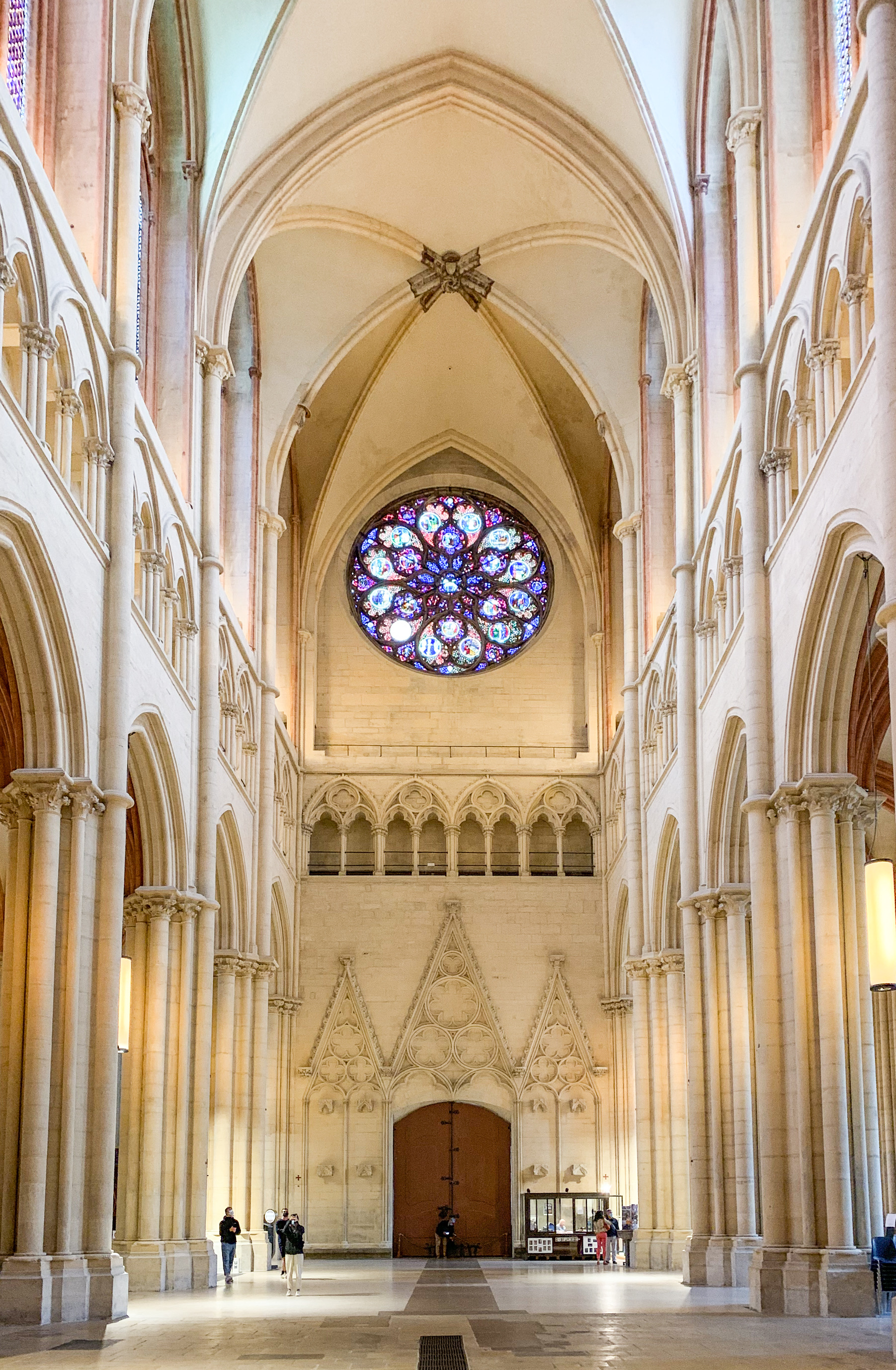
Blick nach Westen mit großer Rosette
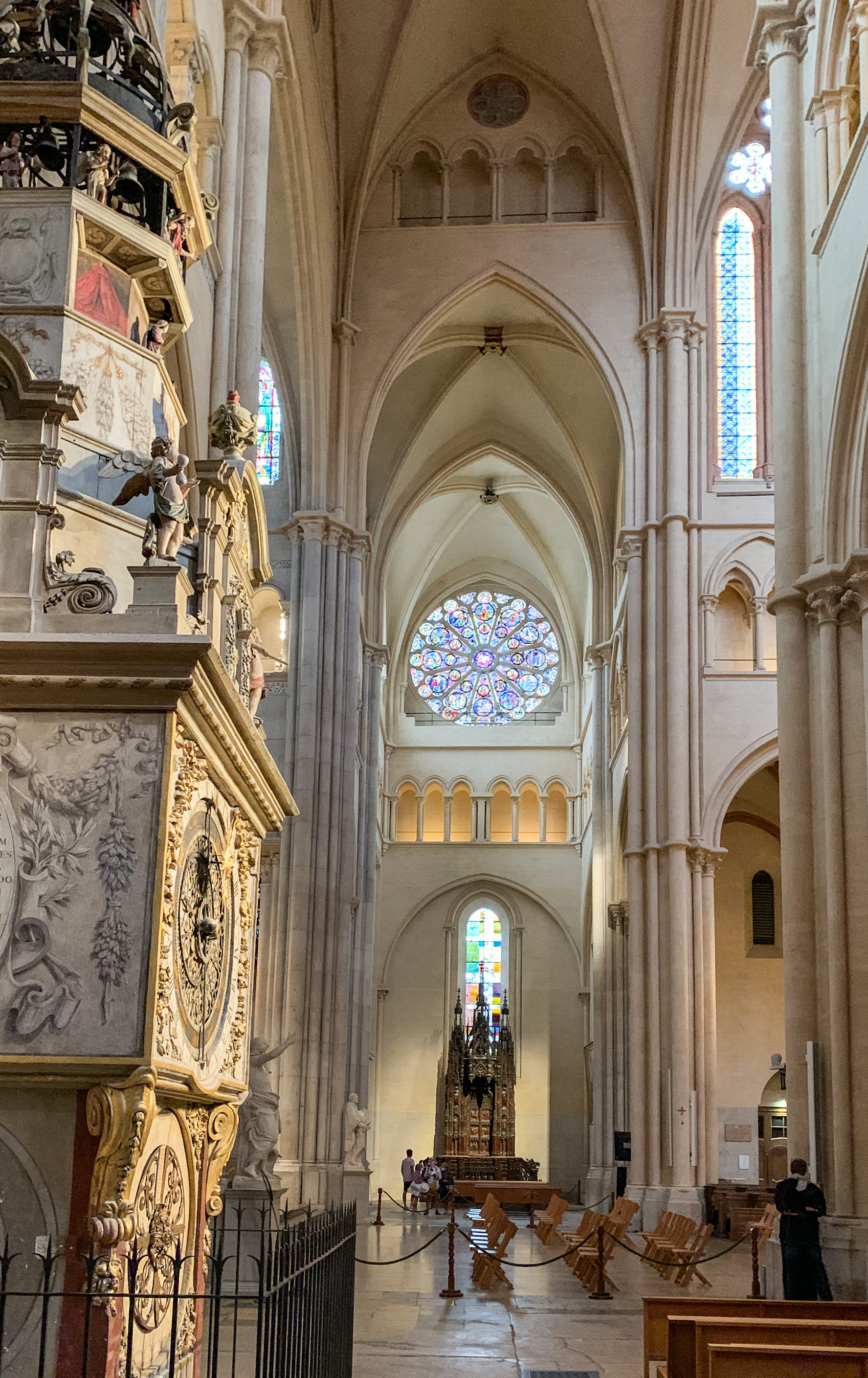
Blick in das südliche Querschiff

### Astronomische Uhr

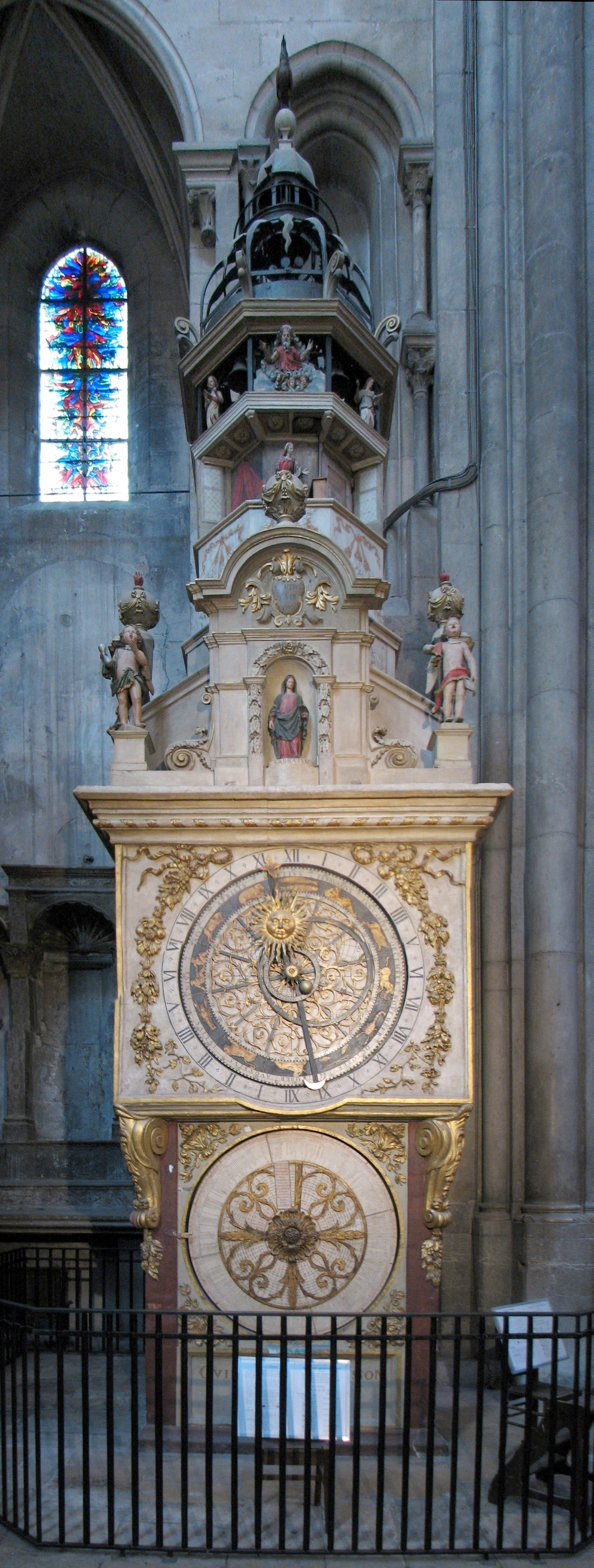
Astronomische Uhr

Die astronomische Uhr stammt aus dem 14. Jahrhundert und wurde später mehrfach erneuert. Es handelt sich dabei um eine der ältesten Uhren Europas. Erste Hinweise auf die Uhr geben Dokumente aus dem Jahr 1383.
Die Uhr selbst ist in Turm-Form angelegt, von etwa 1,80 m Breite und insgesamt 9,35 m Höhe. Im unteren Teil befindet sich die Datumsanzeige, im mittleren Teil die eigentliche Uhr. Angezeigt werden auch die Positionen von Mond, Sonne und Erde und die Zeit des Aufgangs der bedeutendsten Sterne. Mit Blick auf die Funktion als Uhr kreist die Sonne um die Erde. Die Skala der Datums-Anzeige wurde in den 1950er Jahren angepasst und reicht bis ins Jahr 2019.
Oberhalb des eigentlichen Uhrwerks befindet sich ein mehrstöckiger Aufbau mit einem Hahnen-Aufsatz. In dem Aufsatz befinden sich auch ein automatisches Spielwerk und ein Schlagglocken-Werk, die beide mehrmals täglich in Aktion treten. Dabei „kräht“ der Hahn drei Male, verbunden mit einem Flügelschlag und einer Öffnung des Schnabels. Im Anschluss tritt ein Automatismus in Gang, der die biblische Szene zeigt, in der die Jungfrau Maria vom Erzengel Gabriel die Botschaft des Herrn empfängt.

### Kunst
Besonders reich ausgestattet ist die Kathedrale mit zahlreichen Gemälden und Statuen. Bemerkenswert sind insbesondere auch die zahlreichen Fenster und Rosetten.

## Orgeln
Die Kathedrale beherbergt zwei Orgeln. 

### Orgel von Daublaine et Callinet

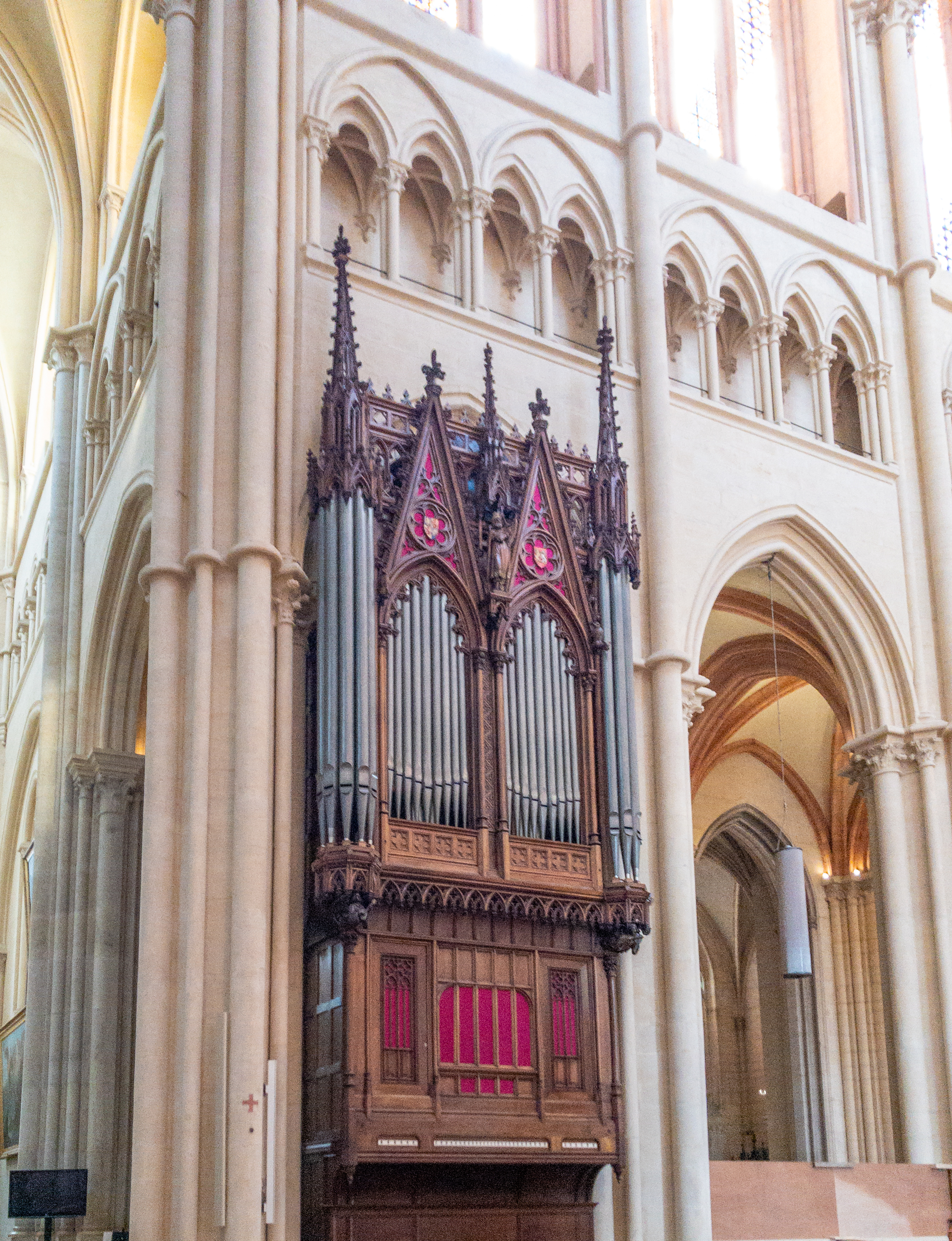
Hauptorgel von 1851

Die große Orgel auf der Westempore wurde 1851 von der Orgelbaufirma Daublaine et Callinet in einem neugotischen Gehäuse erbaut. Kurz nach der Fertigstellung wurde sie mehrfach restauriert, umgebaut und erweitert. Umfassend umgebaut wurde die Orgel in den Jahren 1935–1936 durch die Orgelbaufirma Merklin und Kuhn. Das Instrument war mit 56 Registern auf drei Manualen und Pedal ausgestattet. Die große Orgel von Daublaine et Callinet wurde während der Renovierungsarbeiten abgebaut. 
Im Jahr 2017 übernahm der Staat als Eigentümer der Kirche und der Orgeln die Kosten für die Sanierung und Restaurierung des Hauptorgel. Die Arbeiten wurden von 2019 bis 2022 von dem Orgelbauer Pascal Quoirin durchgeführt. Das Instrument wurde geringfügig versetzt und die Disposition erweitert. Der Spieltisch wurde um ein viertes Manualwerk ergänzt.
| I Grand Orgue C–g3 |                  |        |
| 01.                | Montre           | 16′    |
| 02.                | Bourdon          | 16′    |
| 03.                | Montre I         | 08′    |
| 04.                | Montre II        | 08′    |
| 05.                | Flûte harmonique | 08′    |
| 06.                | Bourdon          | 08′    |
| 07.                | Salicional       | 08′    |
| 08.                | Gambe            | 08′    |
| 09.                | Prestant         | 04′    |
| 10.                | Flûte            | 04′    |
| 11.                | Quinte           | 02 ⁄3′ |
| 12.                | Fourniture III-V |        |
| 13.                | Chamades         | 08′    |

| II Positif de Dos C–g3 |                      |        |
| 14.                    | Principal            | 8′     |
| 15.                    | Bourdon              | 8′     |
| 16.                    | Prestant             | 4′     |
| 17.                    | Flute octaviante     | 4′     |
| 18.                    | Nazard harmonique    | 2 ⁄3′  |
| 19.                    | Octavin              | 2′     |
| 20.                    | Tierce harmonique    | 1 3⁄5′ |
| 21.                    | Piccolo harmonique   | 1′     |
| 22.                    | Plein Jeu III-IV     |        |
| 23.                    | Trompette harmonique | 8′     |
| 24.                    | Cromorne             | 8′     |
| 25.                    | Chamades             | 8′     |

| III Récit C–g3 |                      |     |
| 26.            | Quintaton            | 08′ |
| 27.            | Flûte harmonique     | 08′ |
| 28.            | Gambe                | 08′ |
| 29.            | Voix céleste         | 08′ |
| 30.            | Bourdon              | 08′ |
| 31.            | Flûte octaviante     | 04′ |
| 32.            | Octavin              | 02′ |
| 33.            | Cornet V             |     |
| 34.            | Basson               | 16′ |
| 35.            | Trompette harmonique | 08′ |
| 36.            | Basson-Hautbois      | 08′ |
| 37.            | Voix humaine         | 08′ |
| 38.            | Chamades             | 08′ |
| 39.            | Clairon              | 04′ |

| IV Grand-Choeur C–g3 |                      |     |
| 40.                  | Bourdon              | 32′ |
| 41.                  | Principal            | 16′ |
| 42.                  | Octave               | 16′ |
| 43.                  | Cornet V             |     |
| 44.                  | Bombarde             | 16′ |
| 45.                  | Trompette harmonique | 08′ |
| 46.                  | Chamades             | 08′ |
| 47.                  | Clairon harmonique   | 04′ |

| Pédale C–f1 |              |     |
| 48.         | Flûte        | 32′ |
| 49.         | Soubasse     | 32′ |
| 50.         | Flûte        | 16′ |
| 51.         | Principal    | 16′ |
| 52.         | Soubasse     | 16′ |
| 53.         | Quintaton    | 16′ |
| 54.         | Octave basse | 08′ |
| 55.         | Principal    | 08′ |
| 56.         | Flûte        | 08′ |
| 57.         | Bourdon      | 08′ |
| 58.         | Principal    | 04′ |
| 59.         | Octave basse | 04′ |
| 60.         | Flûte douce  | 04′ |

| (Fortsetzung) |           |     |
| 61.           | Bombarde  | 16′ |
| 62.           | Basson    | 16′ |
| 63.           | Trompette | 08′ |
| 64.           | Chamades  | 08′ |
| 65.           | Basson    | 08′ |
| 66.           | Clairon   | 04′ |
| 67.           | Chamades  | 04′ |
| 68.           | Basson    | 04′ |
| 69.           | Chamades  | 02′ |

### Orgel von Jürgen Ahrend
1996 wurde im nördlichen Querschiff, nahe der astronomischen Uhr, eine Orgel von Jürgen Ahrend eingebaut, die 1974 für die Versöhnungskirche Taizé geschaffen worden war. Sie ist nach den Grundsätzen des klassisch-französischen Orgelbaus von Clicquot und Andreas Silbermann konzipiert. Nach ihrer Demontage im Jahr 1979 und Aufstellung in der Klosterkirche der ehemaligen Abtei Payerne 1981 wurde sie 1996 nach Lyon überführt. Das Instrument verfügt über 28 Register, die auf drei Manuale und Pedal verteilt sind. Es befindet sich seit der Renovierung im linken Seitenschiff.

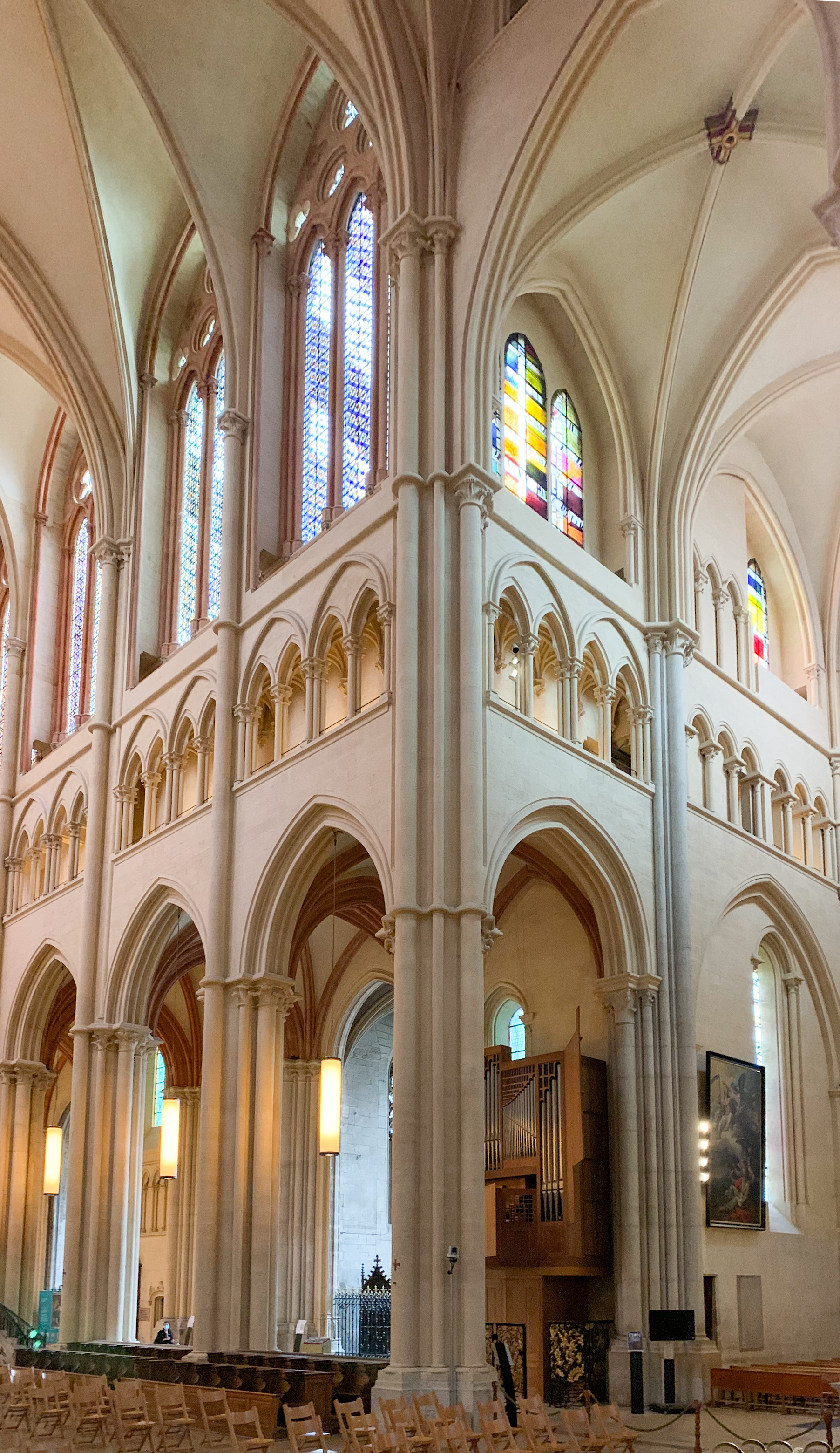
Blick ins nördliche Querschiff mit Ahrend-Orgel

| I Positif C–d3 |                |        |
| 1.             | Bourdon        | 8'     |
| 2.             | Prestant       | 4'     |
| 3.             | Nazard         | 2 ⁄3'  |
| 4.             | Doublette      | 2'     |
| 5.             | Tierce         | 1 3⁄5' |
| 6.             | Fourniture III |        |
| 7.             | Cromorne       | 8'     |

| III Grand Orgue C–d3 |                  |        |
| 08.                  | Montre           | 8'     |
| 09.                  | Bourdon          | 8'     |
| 10.                  | Prestant         | 4'     |
| 11.                  | Nazard           | 2 ⁄3'  |
| 12.                  | Quarte de nazard | 2'     |
| 13.                  | Doublette        | 2'     |
| 14.                  | Tierce           | 1 3⁄5' |
| 15.                  | Cornet V         |        |
| 16.                  | Fourniture IV    |        |
| 17.                  | Cymbale III      |        |
| 18.                  | Voix humaine     | 8'     |
| 19.                  | Trompette        | 8'     |
| 20.                  | Clairon          | 4'     |

| III Récit c–d3 |           |    |
| 21.            | Bourdon   | 8' |
| 22.            | Prestant  | 4' |
| 23.            | Cornet V  |    |
| 24.            | Trompette | 8' |

| Pédale C–d1 |           |     |
| 25.         | Soubasse  | 16' |
| 26.         | Flûte     | 8'  |
| 27.         | Flûte     | 4'  |
| 28.         | Trompette | 8'  |

## Glocken
Die Kathedrale verfügt über insgesamt neun Glocken. Davon bilden sechs Glocken im Nordostturm das Hauptgeläut.
| Glocke                                                                     | Name                    | Gießer                    | Gussjahr | Durchmesser | Gewicht   | Schlagton |
| -------------------------------------------------------------------------- | ----------------------- | ------------------------- | -------- | ----------- | --------- | --------- |
| 1                                                                          | Anne-Marie              | Pierre Recordon           | 1622     | 2190 mm     | ≈ 7700 kg | As°       |
| 2                                                                          | Gabrielle               | Louis Frèrejean cadet     | 1805     | 1620 mm     | 2379 kg   | H°        |
| 3                                                                          | Blandine                | André Chevalier           | 1818     | 1380 mm     | 1533 kg   | c′        |
| 4                                                                          | Neufve / Carsin         | Léonard Dupont            | 1671     | 1080 mm     | 697 kg    | f′        |
| 5                                                                          | Pothin                  | André Chevalier           | 1820     | 960 mm      | 535 kg    | g′        |
| 6                                                                          | Rappiau / Schiule       | Pancrazio Bettalli & fils | 1805     | 830 mm      | 314 kg    | as′       |
| Im Schallfenster des Nordwestturmes hängen drei Glocken für den Uhrschlag: |                         |                           |          |             |           |           |
| Glocke                                                                     | Funktion                | Gießer                    | Gussjahr | Durchmesser | Gewicht   | Schlagton |
| I                                                                          | Stundenschlag           |                           | 15. Jh.  | 1120 mm     |           | fis′      |
| II                                                                         | 2. Viertelstundenschlag |                           | 1740     | 700 mm      |           | h′        |
| III                                                                        | 1. Viertelstundenschlag |                           | 1740     | 500 mm      |           | cis″      |